# Genex
Genex Ltd. – białoruska linia lotnicza z siedzibą w Mińsku, Białoruś. Linie specjalizują się w przewozach towarowych.
Główną bazą przewoźnika jest Port lotniczy Mińsk

## Kierunki lotów
Genex oferuje rozkładowe przeloty towarowe z Mińska do:

- Czechy
  - Praga – Port lotniczy Praga im. Václava Havla
- Polska
  - Warszawa – Lotnisko Chopina w Warszawie

Ponadto Genex operuje do następujących miast w formule czarterowej:

- Belgia
  - Liège – Port lotniczy Liège
- Białoruś
  - Homel – Port lotniczy Homel
- Holandia
  - Maastricht – Port lotniczy Maastricht Aachen
- Serbia
  - Belgrad – Port lotniczy Belgrad

## Flota
Stan na kwiecień 2012: